# Ranunculus slovacus
Ranunculus slovacus — вид квіткових рослин з родини жовтецевих (Ranunculaceae).

## Поширення
Поширення: Словаччина, Україна.